# گپ، اوت آلپ
گَپ شهری در جنوب شرقی کشور فرانسه و شمال ایالت پروانس آلپ-کوت دازور است. این شهر به خطوط راه‌آهن فرانسه متصل است.

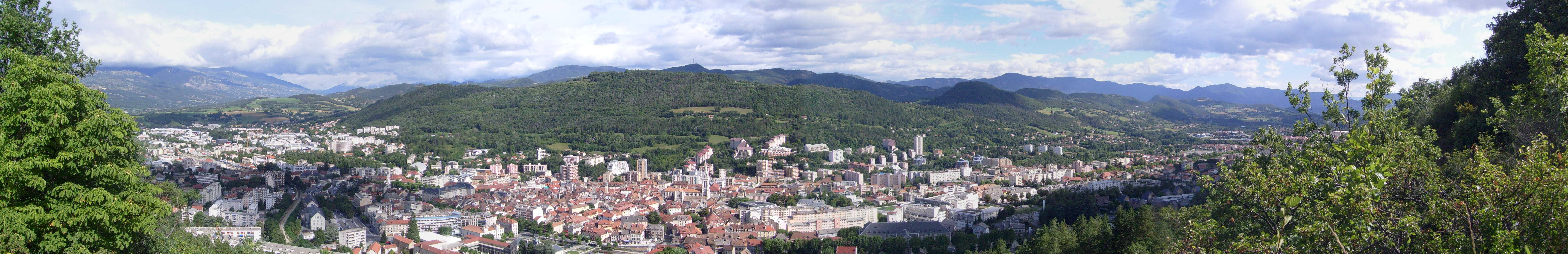
دید پانارومیک از گپ